# Eric W. Pasold
Eric W. Pasold, eigentlich Erich Walter Päsold (* 19. Juni 1906 in Fleißen, Böhmen; † 5. Januar 1978 in Luzern) war ein tschechoslowakisch-britischer Unternehmer und Kunstsammler sudetendeutscher Herkunft.

## Leben
Pasold war ein Sohn  des Textilfabrikanten Max Walter Päsold (* 1882; † 1930) und dessen Ehefrau Berta, geb. Geipel (* 1882; † 1967). Er übernahm nach dem frühen Tod des Vaters gemeinsam mit seiner Mutter und den jüngeren Brüdern Rolf (* 1914; † 2006) und Ingo (* 1916; † 2015) die Textilfabriken der Familie in Fleißen und Leibitschgrund und baute schon 1932 in Langley (Berkshire) westlich von London einen weiteren Produktionsstandort für Trikotagen auf, um den gegen Importe geschützten britischen Markt besser bedienen zu können. Die Pasolds Ltd. entwickelte sich bis zum Ausbruch des Zweiten Weltkriegs zu einem wichtigen Lieferanten für britische Kaufhausketten wie Marks & Spencer oder Woolworth. Die Kinderbekleidungsmarke Ladybird wurde zu einem internationalen Markenzeichen.
Nachdem die Betriebe im Sudetenland im Zuge der Vertreibung der deutschsprachigen Bevölkerung nach dem Zweiten Weltkrieg enteignet worden waren, konzentrierte sich Pasold ganz auf das britische Geschäft. Eric W. Pasold leitete das Geschäft von Langley aus gemeinsam mit seinem Bruder Rolf. Zweigniederlassungen entstanden nach dem Krieg in Südafrika und mit einem Zweigwerk in Dorion in der Provinz Quebec in Kanada. Durch den Erwerb anderer Textilfabriken wie der nordirischen Belfast Collar Company oder der Belgrave Mills in Oldham konnten die Brüder Pasold das Geschäft erheblich ausweiten. 1957 wurde das Unternehmen in eine Aktiengesellschaft umgewandelt. Die gesamte Pasold-Gruppe umfasste Anfang der 1960er Jahre 31 Tochtergesellschaften mit etwa 5000 Beschäftigten. 1964 wurde sie von der schottischen Firma Coats Paton & Baldwin, der damals größten Garnspinnerei der Welt, übernommen.
Eric W. Pasold gründete 1964 den Pasold Research Fund, der sich unter anderem der Erforschung der Geschichte der Textilverarbeitung und Bekleidungsherstellung widmete und Mittel für Konferenzen, Vorlesungsreihen und Publikationen bereitstellt. Pasold wurde Vorsitzender und Beirat der Stiftung und nahm an ihrer Entwicklung aktiven Anteil. Er verfasste selbst mehrere Beiträge zur Geschichte der Textilindustrie und wurde 1977 mit der Ehrendoktorwürde der Faculty of Law and Social Sciences der Universität Nottingham ausgezeichnet.
Als Kunstsammler widmete sich Pasold vor allem den Egerer Refeliefintarsien, von denen er die weltweit größte Privatsammlung zusammentrug. Das Bayerische Nationalmuseum in München veranstaltete 1999 eine Sonderausstellung mit Arbeiten aus der Sammlung Pasold.

## Auszeichnungen
- Officer des Order of the British Empire

## Werke
- Ladybird, Ladybird - A Story of Private Enterprise. Manchester University Press, 1977